# Geraki (Elida)
Geraki  este un oraș în Grecia în prefectura Elida.